# Emsium
| ❮ | System    | Serie       | Stufe      | ≈ Alter (mya) |
| - | --------- | ----------- | ---------- | ------------- |
| ❮ | später    | später      | später     | jünger        |
| ❮ | D e v o n | Oberdevon   | Famennium  | 358,9 ⬍ 372,2 |
| ❮ | D e v o n | Oberdevon   | Frasnium   | 372,2 ⬍ 382,7 |
| ❮ | D e v o n | Mitteldevon | Givetium   | 382,7 ⬍ 387,7 |
| ❮ | D e v o n | Mitteldevon | Eifelium   | 387,7 ⬍ 393,3 |
| ❮ | D e v o n | Unterdevon  | Emsium     | 393,3 ⬍ 407,6 |
| ❮ | D e v o n | Unterdevon  | Pragium    | 407,6 ⬍ 410,8 |
| ❮ | D e v o n | Unterdevon  | Lochkovium | 410,8 ⬍ 419,2 |
| ❮ | früher    | früher      | früher     | älter         |

Das Emsium (im deutschen Sprachgebrauch meist verkürzt zu Ems) ist in der Erdgeschichte die oberste chronostratigraphische Stufe der Unterdevon-Serie des (Devon). Die Stufe umfasst geochronologisch den Zeitraum von etwa 407,6 Millionen bis etwa 393,3 Millionen Jahren. Die Stufe folgt auf das Pragium (Devon) und wird vom Eifelium überlagert.

## Namensgebung und Geschichte
Die Stufe ist nach Bad Ems im Nordwesten des Taunus benannt, wo sich die historische Typusregion befindet. Stufe und Name wurden im Jahr 1900 von Henry de Dorlodot in die wissenschaftliche Literatur eingeführt.

## Definition und GSSP
Die Untergrenze der Stufe bildet das Erstauftreten der Conodonten-Art Polygnathus kitabicus (= Polygnathus dehiscens). Das von der Internationalen Kommission für Stratigraphie festgelegte und 1996 ratifizierte offizielle Referenzprofil (englisch Global Stratotype Section and Point, GSSP) für die Basis des Emsiums liegt in der Zinzil’ban-Schlucht, 170 Kilometer südöstlich von Samarkand, Usbekistan. Die Obergrenze der Stufe wird durch das Erstauftreten der Conodonten-Art Polygnathus costatus partitus definiert.

## Untergliederung
Das Emsium wird in fünf Conodonten-Biozonen untergliedert:
- Polygnathus gronbergi/Polygnathus inversus/Polygnathus kitabicus-Zone
- Polygnathus inversus/Polygnathus laticostatus-Zone
- Polygnathus notoperbonus-Zone
- Polygnathus patulus-Zone
- Polygnathus serotinus-Zone